# Tasiusaq (Avannaata)
 Der er flere lokaliteter med dette navn, se Tasiusaq.
Tasiusaq ("Lagunen") er en grønlandsk bygd beliggende ca. 65 km nord for Upernavik i Avannaata Kommune. Bygden har ca. 243 indbyggere (2014), 58 huse, kirke, fiskefabrik, kommunekontor, butik (Pilersuisoq), kiosk og en jordemoder.
Indbyggertallet er svagt stigende, men varierer på grund af skiftende behov for arbejdskraft ved Royal Greenlands fabrik i bygden. De fleste er beskæftiget med fangst og fiskeri. Ca. ti mennesker er ansat i butikken, på posthuset og på Tasiusaq Helistop. På kommunekontoret er der ansat fire kontorfolk. En renovationsmedarbejder står for indhentning af bygdens affald og natrenovation.
Bygdens børn undervises af fire lærere på den nyrenoverede skole Tasiusap Atuarfia, som har plads til ca. 42 elever fra 1. til 9. klasse.
Bygdehuset har en sal med tilhørende køkken, bygdens to eneste toiletter med træk og slip, tre brusebade, samt et lille vaskeri. Der er ansat to personer til rengøring og opsyn med vaskeri og baderum. Desuden er der ansat en mand med ansvar for bygdens el- og drikkevandsforsyning. En stor frostsikret tank fyldes om sommeren med vand hentet enten direkte fra nærliggende drikkevandssøer eller som afhuggede stykker af mindre isbjerge. En del af indbyggerne har vandtanke udenfor deres huse, hvorfra der er taphane og/eller rør ind i huset.